# Zander Rhodes
Zander Rhodes (ur. 29 maja 2003) – amerykańska florecistka, srebrna medalistka mistrzostw świata.
W 2021 roku zdobyła srebro drużynowo na mistrzostwach świata juniorów w Kairze. Na rozgrywanych rok później mistrzostwach świata juniorów w Dubaju w tej samej konkurencji zdobyła złoty medal. Ponadto zdobyła złote medale drużynowo i indywidualnie na mistrzostwach świata juniorów w Płowdiwie w 2023 roku. 
Podczas mistrzostw świata w Kairze w 2022 roku Amerykanki w składzie: Jacqueline Dubrovich, Lee Kiefer, Zander Rhodes i Maia Weintraub zdobyły drużynowo srebrny medal. W turnieju indywidualnym zajęła tam 24. miejsce. 
Wzięła udział w igrzyskach panamerykańskich w Santiago (2023), gdzie zdobyła złoty medal drużynowo.